# ديفيد مكدانيل
ديفيد مكدانيل (بالإنجليزية: David McDaniel)‏ (16 يونيو 1939، توليدو في الولايات المتحدة - 1 نوفمبر 1977)؛ روائي أمريكي.

## روابط خارجية
- ديفيد مكدانيل على موقع IMDb (الإنجليزية)